# TERU'S SYMPHONIA
TERU'S SYMPHONIA（テルズ・シンフォニア）は、日本のプログレッシブ・ロック・バンド。

## 略歴
1983年、ノヴェラのギタリストである平山照継が、ノヴェラと並行してソロ・プロジェクトを開始し、『ノイの城』『シンフォニア』という2枚のアルバムを発表した。
ノヴェラ解散後、徳久恵美（元マグダレーナ）、仙波基、井上靖、古井英明を迎え、バンド「TERU'S SYMPHONIA」として再編。1988年『Egg the Universe』、1989年『Human race party』を発表した。
その後、仙波と古井の脱退、MADE IN JAPAN RECORDSへの移籍を経て1990年『七つの夜の物語』を発表。同作から平山以外のメンバーによる楽曲も収録されるようになる。
1993年、『ぜんまい仕掛けの地球』を発表。本作から古井が復帰。
1995年、ちえぞうの加入を経て『アンドロイドは電気ラクダの夢をみるか?』の制作を始めるが、MADE IN JAPAN RECORDSからの発売ができず長らくお蔵入りになる。この間に古井と井上が脱退し、佐藤潤一とScheherazade時代からの盟友である大久保寿太郎、大久保とSTARLESSで活動していた青木彰一が加入。同年、ノヴェラの再結成を期に、元メンバーのバンドによるコンピレーション『NOVELA伝説』に参加。
1997年、お蔵入りしていた『アンドロイドは電気ラクダの夢をみるか?』を、フランスのレーベル、ムゼアへの移籍を経て発表。
1999年、ムゼアから『THE GATE』を発表。HR/HM畑出身の大久保、佐藤の加入と無関係ではないであろうヘヴィな作風となる。
2000年代以降はQueen Mania（平山、徳久、笹井らが結成したクイーンのトリビュート・バンド）や、再結成したノヴェラ、Scheherazadeの活動が中心となりTERU'S SYMPHONIAとしての活動は鈍化する。
2010年代から、徳久らが中心となってオフィシャル・トリビュート・バンド「NELFELTI（ネルフェルティ）」を結成。2017年には、平山が1980年代に執筆したストーリーを原作としたオリジナル・アルバム『幻想日記』を制作中であったが、いまだ発表されていない。平山は体調不良などから参加していないが、2016年5月のライブ「大久保寿太郎 PLAY BASS 40 YEARS ANNIVERSARY LIVE」にて大久保寿太郎と共にゲストとして参加した。

## 音楽的特徴
Scheherazadeやノヴェラで見られたヘヴィネスはやや後退し、女性ボーカルとキーボードをフィーチャーしたルネッサンス等に近いリリカルな作風が特徴。大久保が結成したSTARLESSと共に、MADE IN JAPAN RECORDSからデビューした多くのジャパニーズ・プログレ・バンドに影響を与えた。

## メンバー

### 現行メンバー（NELFELTI）
- 平山照継（ギター、ボーカル、シンセサイザー、リーダー、メイン・ソングライター）…Scheherazade、元ノヴェラ。NELFELTIには原作、ディレクションとして参加
- 徳久惠美（ボーカル）…元マグダレーナ
- 遠藤コースケ（ギター）
- 青木彰一（キーボード）…元STARLESS
- 山内めぐみ（キーボード）
- 西口直良（ベース）
- 森田浩二（ドラムス）
- Naomi（語り）

### 旧メンバー
- 仙波基（キーボード）…『ノイの城』『シンフォニア』にも参加。
- 井上靖（ベース）
- 古井英明（ドラムス）
- 疋田砂生（ドラムス）
- ちえぞう（キーボード）
- 大久保寿太郎（ベース）…Scheherazade、STARLESS
- 佐藤潤一（ドラムス）…脱退後、GALNERYUS、テラ・ローザに参加。

### ソロ作品参加メンバー
- 下町香織（ボーカル）…ノヴェラのアルバム『最終戦争伝説』『最終戦争伝説パート2』にも参加した
- 笹井りゅうじ（ベース）…元ノヴェラ
- 西田竜一（ドラムス）…元ノヴェラ

『シンフォニア』のみ参加
- 小川文明（キーボード）…すかんち
- 黒田英津子（ボーカル）
- 宮武和広（フルート）…ミスターシリウス

## ディスコグラフィ

### スタジオ・アルバム
- 『ノイの城』 (1983年) ※平山照継ソロ名義
- 『シンフォニア』 (1985年) ※平山照継ソロ名義
- 『Egg the Universe』 (1988年)
- 『Human race party』 (1989年)
- 『七つの夜の物語』 (1990年)
- 『ぜんまい仕掛けの地球』 (1993年)
- 『アンドロイドは電気ラクダの夢をみるか?』 (1997年)
- 『THE GATE』 (1999年)

### 参加コンピレーション・アルバム
- 『NOVELA伝説』（1995年） ※「Ever Forever」「夢先案内会社」を収録